# Bogdan Lascăr
Bogdan Lascăr (Bacău, 30 de julio de 1974) es un escultor, diseñador gráfico y cineasta rumano. Es el fundador del concepto conformaciones neurofisiológicas (“Neurophysiologic shapings” en inglés).
Fue ganador de la medalla de oro de las artes de la UNESCO en Atenas el año 2005.